# Hortensia Georgescu
Hortensia Georgescu (n. 3 decembrie 1909, Săliște – d. 22 iunie 1996, București) a fost o pictoriță română, creatoare de costume de teatru și film. A realizat costumele actorilor pentru filme de referință ale cinematografiei românești precum Telegrame (1960), Tudor (1963), Haiducii (1966), Dacii (1967), Mihai Viteazul (1971), Haiducii lui Șaptecai (1971), Atunci i-am condamnat pe toți la moarte (1972), Ciprian Porumbescu (1973), Nemuritorii (1974), Cantemir (1975), Mușchetarul român (1975), Osînda (1976), Războiul Independenței (serial TV, 1977), Pentru patrie (1978), Artista, dolarii și ardelenii (1980) și Burebista (1980).

## Biografie
S-a născut la 3 decembrie 1909, în satul Săliște din apropiere de Sibiu. Era fiica istoricului Ioan Lupaș și provenea dintr-o veche familie de cărturari ardeleni. A urmat studii de istorie, Belle Arte și arheologie la Paris. S-a căsătorit încă din tinerețe cu un jurist, cu care a avut doi copii. După instaurarea regimului comunist, tatăl ei a fost arestat și închis la Sighet, iar familia sa a suferit persecuții.
Hortensia Georgescu a început să se ocupe de realizarea costumelor de teatru și film, deși avea peste 50 de ani. A participat la realizarea costumelor a unui număr mare de lungmetraje de ficțiune.
Cu prilejul aniversării a 90 de ani de la nașterea creatoarei de costume, jurnalista Silvia Kerim a publicat cartea Ponica, o legendă (1999) în care a adunat mărturii ale membrilor familiei și ale oamenilor de film cu care a lucrat Hortensia Georgescu, două manuscrise inedite ale scenografei, numeroase ilustrații, precum și o fișă de creație și o filmografie.

## Filmografie

### Creatoare de costume
- Telegrame (1960)
- Darclée (1960) - asistentă costume, în colaborare cu Edith Gross
- Tudor (1963)
- Procesul alb (1965)
- Haiducii (1966)
- Dacii (1967)
- De trei ori București (1968)
- Răpirea fecioarelor (1968)
- Răzbunarea haiducilor (1968)
- Mihai Viteazul (1971) - în colaborare cu Mircea Milcovici
- Haiducii lui Șaptecai (1971)
- Zestrea domniței Ralu (1971)
- Săptămîna nebunilor (1971)
- Atunci i-am condamnat pe toți la moarte (1972)
- Ciprian Porumbescu (1973)
- Parașutiștii (1973)
- Stejar – extremă urgență (1974)
- Nemuritorii (1974) - în colaborare cu Petre Veniamin
- Cantemir (1975)
- Mușchetarul român (1975)
- Casa de la miezul nopții (1976)
- Dincolo de pod (1976)
- Osînda (1976) - în colaborare cu Oltea Ionescu
- Bunicul și doi delincvenți minori (1976)
- Războiul Independenței (serial TV, 1977)
- Mînia (1978)
- Pentru patrie (1978)
- Între oglinzi paralele (1979)
- Artista, dolarii și ardelenii (1980)
- Burebista (1980)
- Semnul șarpelui (1982)
- Așteptînd un tren (1982)
- Sfîrșitul nopții (1983)
- Să mori rănit din dragoste de viață (1984)
- Adela (1985)
- François Villon – Poetul vagabond (1987) - în colaborare cu Gabriela Nicolaescu

## Premii și distincții
Creatoarea de costume Hortensia Georgescu a obținut două premii ale Asociației Cineaștilor din România (ACIN):
- Premiul pentru scenografie (1971) - pentru costumele din filmul Mihai Viteazul și din seria de filme Haiducii[3] și
- Premiul pentru întreaga activitate (1989).[4]